# 大山ゆうか
大山 有布佳 （おおやま ゆうか、1982年11月18日 - ）は、鹿児島県霧島市出身の日本の気象予報士、防災士。血液型A型。

## 略歴
2004年、鹿児島大学理学部在学中に気象予報士資格を取得して2005年に同学を卒業。2005年4月から2008年3月21日までの6年間HTB北海道テレビ放送に勤務。HTBではイチオシ!の天気予報のコーナー、イチオシ!ウェザーのお天気お姉さんとして、番組内の16時台・18時台、2008年3月24日からはおは天で北海道の空模様を伝えていた。スタジオからの他に屋外や取材の内容もある。また、おは天の番宣では趣味のウクレレを披露している。列車で北海道内を一人旅でよくでかけているようである。
2011年3月4日をもって「おは天」終了とともに北海道から離れ、郷里である鹿児島県の南日本放送へ転籍し、名称を大山ゆうかから本名の大山有布佳に戻して、同局の専属契約の気象予報士として活動を再開。

## 現在の出演（担当）番組
MBC
- MBCニューズナウ（テレビ）： 金曜のウェザーキャスター（2011年4月〜）
- かごしま4（テレビ）： ウェザーキャスター（放送開始 2014年10月〜）
- えっちゃんのたんぽぽ倶楽部（ラジオ）： 12時30分のお天気コーナー（2011年4月〜）

## 過去の出演（担当）番組
HTB
- イチオシ! - イチオシ!ウェザー（天気予報）担当（2005年4月〜2008年3月21日）
- おはよう天気HTB - 天気予報担当（2008年3月24日〜2011年3月4日）